# Potočnice (rostlina)

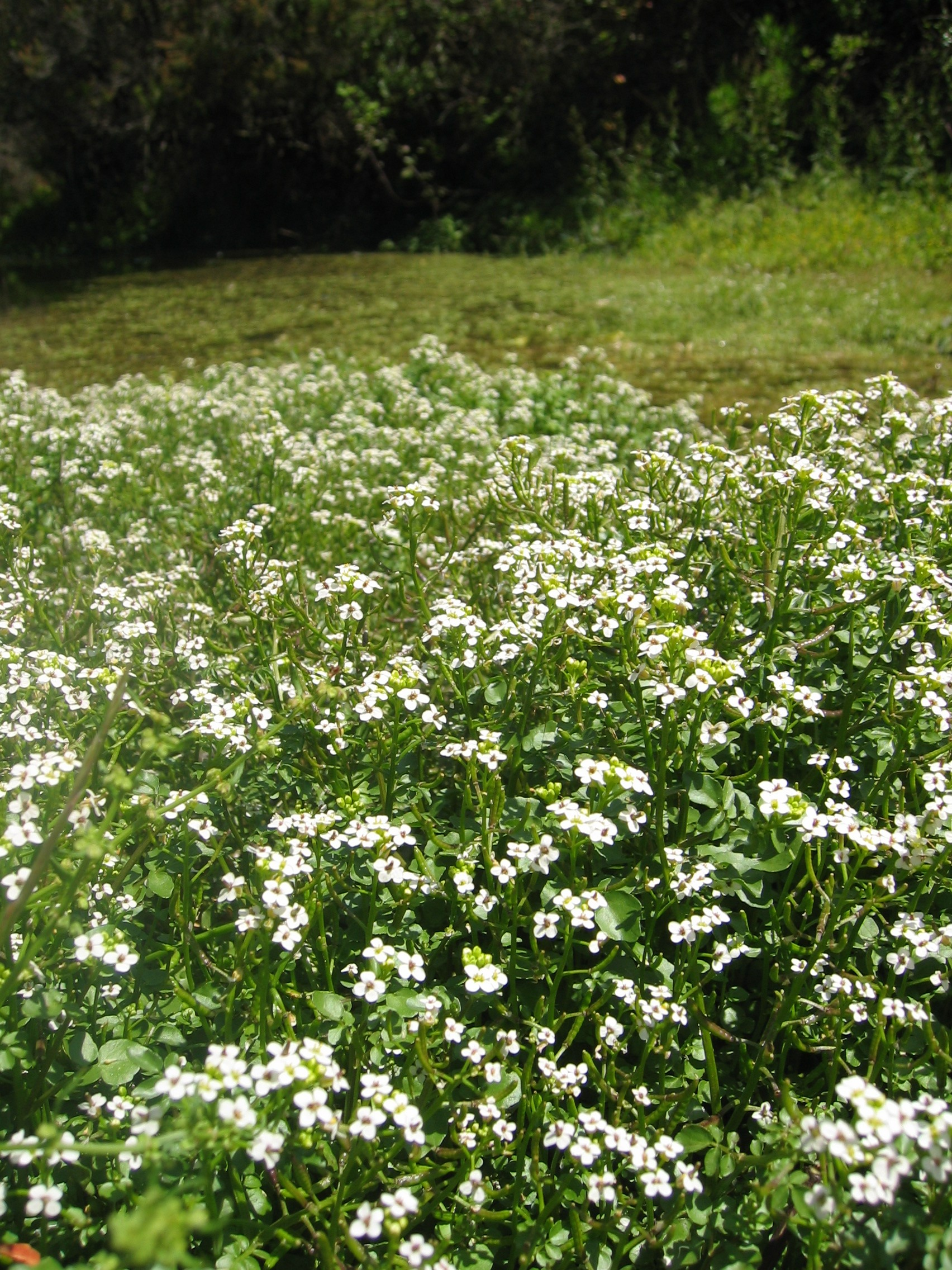
Kvetoucí porost potočnice

Potočnice (Nasturtium) je rod mokřadních až vodních rostlin z čeledě brukvovitých vyskytujících se s výjimkou severských a aridních oblastí ve všech světadílech. Nejčastěji rostou v Evropě, jihozápadní Africe a Severní Americe, v tropických oblastech a na jižní polokouli již tak hojné nejsou.
Ke zdárnému růstu a množení potřebují živinami zásobenou vlhkou, bahnitou půdu případně časté zaplavování plytkou vodou. Oba druhy vyskytující se v České republice potočnice drobnolistá i potočnice lékařská jsou poměrně vzácné, stejně jako jejích hybrid potočnice zkřížená.

## Popis
Vytrvalá rostlina s poléhavou, v horní části vystoupavou a v uzlinách zakořeňující lodyhou dorůstající obvykle do délky 30 až 80 cm. Dutá nebo plná lodyha jenž se hojně větví bývá jen někdy řídce porostlá jednoduchými chlupy. Její mírně dužnaté, střídavě vyrůstající lichozpeřené listy jsou v obryse elipsovité až obvejčité, dlouhé 5 až 10 a široké 2 až 5 cm; přisedlé lístky které rostou vstřícně ve dvou či třech jařmech jsou okrouhlé, elipsovité nebo deltovité a po obvodě celistvé či nepravidelně zoubkované.
Květy se stopkami bez listenů vyrůstají v hustých hroznech které se během dozrávání prodlužují. Podlouhlé zelené kališní lístky jsou u báze nafouklé a po obvodě světle lemované. Bílé nebo ojediněle růžové korunní lístky jsou podlouhlé nebo obvejčité, 3 až 5 mm dlouhé. Šest dvoumocných tyčinek s bílými nitkami nese podlouhlé žluté prašníky, u dvou kratších jsou podkovitá nektaria. Semeník mívá 25 až 50 vajíček, drobná čnělka je zakončená hlavičkovitou bliznou.
Plody jsou pukající šešule o délce 15 až 18 mm vyrůstající na vodorovných nebo svěšených stopkách. Válcovité šešule bývají rovné nebo obloukovitě prohnuté s vypuklými chlopněmi a kratičkou čnělkou. Asi 1 mm velká zploštělá semena umístěná v pouzdrech ve dvou řadách jsou červenohnědé barvy a mají jemně síťovaný povrch.
V evropských podmínkách rozkvétají oboupohlavné květy od června do srpna, opylovány jsou entomogamně nebo autogamně. Na stanovišti se rostliny obvykle rozrůstají zakořeněnými částmi lodyh, na větší vzdálenosti zanášením semen nebo úlomků lodyh schopných za příhodných podmínek lehce zakořenit. Základní chromozomové číslo rodu je x = 8. Mladé rostliny jsou občas používány jako salátová zelenina.

## Taxonomie
Rod potočnice je tvořen obvykle pěti druhy
- potočnice drobnolistá (Nasturtium microphyllum) Boenn. ex Rchb.
- potočnice lékařská (Nasturtium officinale) W. T. Aiton
- Nasturtium africanum Braun-Blanq.
- Nasturtium floridanum (Al-Shehbaz & Rollins) Al-Shehbaz & R. A. Price
- Nasturtium gambelii (S. Watson) O. E. Schulz

a k nim se řadí i převážně sterilní hybrid
- potočnice zkřížená (Nasturtium × sterile) (Airy Shaw) Oefel (N. officinale × N. microphyllum).[5][6]